# Iwanuma
Iwanuma (Japans: 岩沼市, Iwanuma-shi) is een stad in de prefectuur Miyagi op het eiland Honshu, Japan. Deze stad aan de Grote Oceaan heeft een oppervlakte van 60,72 km² en telt begin 2008 bijna 45.000 inwoners. De rivier Abukuma stroomt van west naar oost door de stad.

## Geschiedenis
Iwanuma werd een stad (shi) op 1 november 1971.

## Bezienswaardigheden

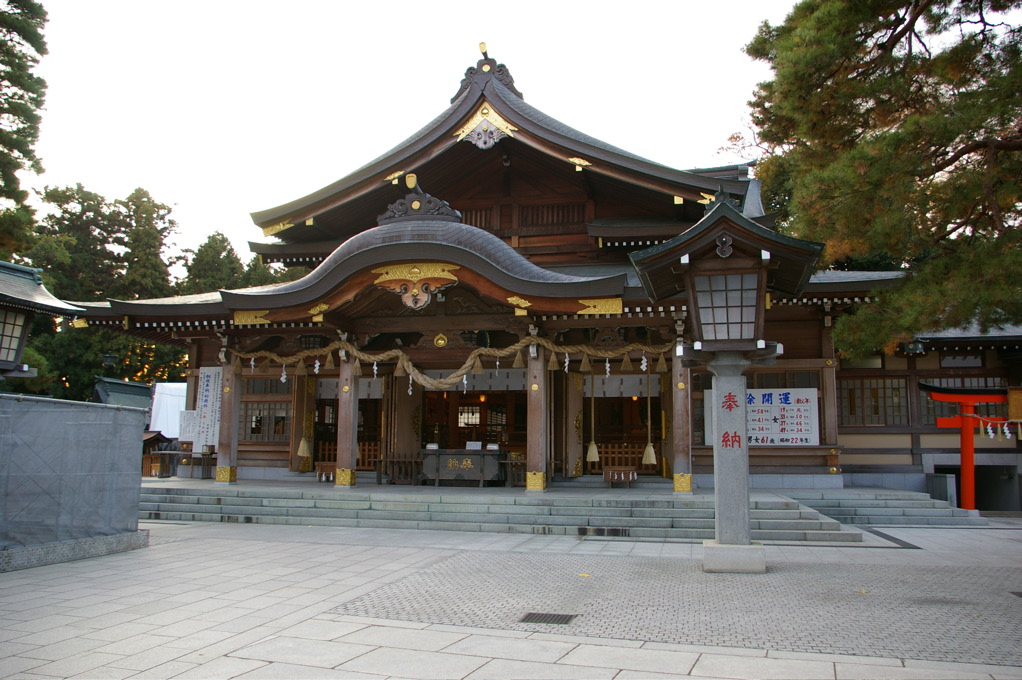
Takekoma Heiligdom

In Iwanuma bevindt zich de Takekoma Inari jinja, een van de oudste heiligdommen gewijd aan de kami Inari.

## Verkeer
Het Vliegveld Sendai ligt in de steden Iwanuma en Natori ten zuiden van Sendai.
Iwanuma ligt aan de Tōhoku-hoofdlijn en de Jōban-lijn van de East Japan Railway Company.
Iwanuma ligt aan de oostelijke Sendai-snelweg en aan de autowegen 4 en 6.

## Stedenbanden
Iwanuma heeft een stedenband met
- Napa, Verenigde Staten sinds februari 1973,
- Dover, Verenigde Staten sinds november 2003,

## Geboren in Iwanuma
- Kaoru Sugayama (菅山かおる, Sugayama Kaoru), volleybalspeelster

## Aangrenzende steden
- Natori